# Julia Penelope
Julia Penélope (Miami, 19 de junio de 1941 - Texas, 19 de enero de 2013) fue una lingüista, escritora y filósofa estadounidense. Es miembro de un movimiento internacional de pensadores críticos sobre cuestiones lésbicas y feministas.

## Biografía
Julia Penélope Stanley nació en el Jackson Memorial Hospital de Miami, Florida. Era hija de Frances Stanley y Frederick William Stanley. Se describía a sí misma como una “lesbiana fallida, blanca, gorda, viril y de clase obrera". Ante esta observación personal, inicia lo que ella llama “la revuelta”.
En 1959, Julia Penélope fue suspendida de la Universidad Estatal de Florida en Tallahassee debido a su homosexualidad. Luego se trasladó a la Universidad de Miami, donde, ocho semanas después, las investigaciones del Comité de Investigación Charlie Johns sobre el comunismo y la homosexualidad condujeron a su expulsión por sospecha de lesbianismo. En 1956, se licenció en inglés y lingüística por el City College de Nueva York y luego realizó estudios de posgrado en la Universidad de Texas. Con un doctorado en lingüística inglesa, se mudó a Atenas en 1968 para ocupar su primer puesto docente.
En 1971, Julia Penélope se incorporó a la Universidad de Nebraska-Lincoln como profesora, donde trabajó durante once años. A pesar de sus años de experiencia, no ascendió en la carrera debido a que su investigación sobre el lesbianismo se consideraba "demasiado estrecho». Julia Penélope es una de las primeras becarias en impartir cursos sobre estudios de la mujer, incluidas novelas lésbicas del siglo XX y una aproximación a la crítica literaria feminista.

## Activismo
Activista comprometida, Julia Penélope asistió a la primera conferencia de la Unión Académica Gay en 1973 en el City College de Nueva York. Fue nombrada delegada a la Conferencia Nacional de Mujeres en Houston en 1977 y participó en las reuniones de planificación que llevaron a la fundación de Lesbian Herstory Archives. Fundó varios grupos de activistas, incluida la Legión de Lesbianas de Lincoln y el movimiento Lesbianas para Lesbianas.
Julia Penélope denunció la invisibilidad de las intelectuales y profesoras lesbianas en las distintas academias. Su compromiso llevó a Adrienne Rich, Audre Lorde, Mary Daly, Pat Parker, Chrystos y otras mujeres a integrarse en la Universidad de Nebraska. También animó a Catherine Nicholson y Harriet Desmoines a llevar la revista feminista lesbiana Sinister Wisdom a Lincoln. En 1977, en la convención de la Modern Languages Association (MLA) en Chicago, organizó el panel de Lengua y Literaturas Lésbicas con Mary Daly, Audre Lorde, Judith McDaniel y Adrienne Rich como ponentes.
En 1988, Julia Penélope coeditó con Sarah Lucia Hoagland la primera antología sobre el separatismo lésbico, For Lesbians Only: A Separatist Anthology. Como lesbiana separatista, Julia Penélope no simpatiza con los movimientos lésbicos que critican el sadomasoquismo y otras prácticas sexuales dentro de las comunidades homosexuales. Según la Encyclopedia of Lesbian and Gay Histories and Cultures, cansada de las rencillas internas dentro de las luchas lésbicas, se retiró de toda acción militante.
Ella testifica en el documental Lesbiana: A Parallel Revolution de Myriam Fougère producida en 2012.

## Compromiso político
Julia Penélope se instaló en Lubbock, Texas, donde continuó su carrera como lexicógrafa y correctora independiente. Fundó el Partido Verde del condado de Lubbock y se postuló para el Congreso como candidata de dicho partido en las elecciones especiales 19 distrito del Congreso de Texas de 2003. Su programa hacía hincapié en la protección del medio ambiente, la oposición a la guerra de Irak y la defensa de los derechos humanos.

## Legado
En los últimos años de su vida, Julia Penélope trabajó en la edición de contenidos para la llamada prensa comercial. Sus publicaciones están archivadas en la Biblioteca Rubenstein de la Universidad Duke. Estos fueron adquiridos como parte del Centro Sallie Bingham para la Historia y la Cultura de la Mujer.